# Praia do Morrão
A Praia do Morrão é uma praia do Arquipélago de São Tomé e Príncipe, localiza-se a Este da ilha de São Tomé entre a foz da Ribeira Afonso e a Baía Luísa, próxima as localidades de Henrisantos e da Boca do Inferno.